# Josephine Nambooze
Josephine Nambooze là một bác sĩ Uganda, chuyên gia y tế công cộng, học thuật và nhà nghiên cứu y khoa. Bà là giáo sư danh dự về sức khỏe cộng đồng tại Trường Y tế Công cộng Makerere. Bà cũng là phụ nữ Uganda đầu tiên đủ điều kiện làm bác sĩ, vào khoảng năm 1959.

## Bối cảnh và giáo dục
Nambooze được sinh ra tại Nsambya, một vùng ngoại ô của Kampala, bà sống với Joseph Lule, một giáo viên trung học, và Maria Magdalena Lule, một người nội trợ. Bà là người đầu tiên sinh ra trong một gia đình có 13 đứa con. Bà theo học tại trường tiểu học St Joseph Nsambya, và trường cao đẳng Mount Saint Mary Namagung. Trong khi ở Namagunga, bà nghiên cứu khoa học.Không có phòng thí nghiệm nào ở trường, bà học các lớp khoa học của mình tại trường Cao đẳng Namilyango, một trường trung học nội trú toàn nam chừng 25 cây số (16 mi) về phía đông của Namagunga.
Vào giữa những năm 1950, bà được nhận vào Trường Đại học Y khoa Makerere
để nghiên cứu y học con người, là sinh viên nữ đầu tiên trong lịch sử của trường. Sau khi tốt nghiệp ở Makerere, bà tiến hành các nghiên cứu sau đại học tại Vương quốc Anh và Hoa Kỳ, trở về Uganda vào năm 1962.

## Kinh nghiệm làm việc
Bà gia nhập đội ngũ Y khoa tại Đại học Makerere vào năm 1962 với tư cách là giảng viên về y tế công cộng và sức khỏe bà mẹ và trẻ em. Bà được giao trách nhiệm giám sát Trung tâm Y tế Kasangati, một cơ sở giảng dạy của Trường Đại học Sức khỏe cộng đồng Makerere. Sau đó, bà làm giảng viên cao cấp, phó giáo sư và giáo sư chính thức.  Bà cũng là đại diện của Tổ chức Y tế Thế giới (WHO) tại Botswana và là giám đốc hỗ trợ phát triển dịch vụ y tế tại văn phòng khu vực của WHO ở Brazaville, Congo.